# Castello di Isoletta
Il castello Della Rovere di Isoletta o castello dei conti di Celano è un'antica fortificazione militare del Lazio meridionale, nel comune di Arce. Il castello, oggi distrutto, faceva parte del sistema difensivo dell'alta Terra di Lavoro con i castelli Boncompagni-Viscogliosi di Isola del Liri, Rocca Campolato di Arce e Rocca d'Arce.

## Storia
La località di Isoletta, oggi frazione di Arce, in provincia di Frosinone, storicamente era conosciuta semplicemente come Insula o Insula Pontis Solarati. È un centro abitato su un'isola del fiume Liri di medie dimensioni. La prima fortificazione ivi costruita risale al 702, quando i Longobardi di Benevento insediarono qui un presidio militare per le loro scorrerie nella media valle del Liri (Arpino, Sora).
Nel 1046 la località fu aggregata da Riccardo I al patrimonio dei conti d'Aquino. Qui inoltre avevano possedimenti terrieri i conti di Ceccano e l'abbazia di Montecassino. Nel 1139 papa Innocenzo II decretò una guerra contro il re di Sicilia Ruggero I d'Altavilla e nell'invadere il Mezzogiorno le sue truppe distrussero Isoletta.
Per via di alcune parentele tra i d'Aquino e i Celano, l'abitato entrò a far parte delle proprietà di questi, nel periodo in cui la famiglia abruzzese era all'apice del suo prestigio politico ed economico. Tommaso da Celano, capo della congiura anti-sveva dei Chiavesignati, dispose e finanziò la costruzione del primo castello di Isoletta e da qui con Ruggero dell'Aquila organizzò l'assedio di Arce. Sconfitti i Chiavesignati in Abruzzo, i Celano furono costretti a cedere tutte le loro conquiste e le proprietà oltre la Marsica (Molise, Lazio meridionale) fra cui Isoletta che divenne un feudo della famiglia locale Spinello.

## Ducato di Sora
Quando Leonardo Della Rovere divenne duca di Sora, nel 1465, ottenne in concessione Sora, Arce ed Isoletta dove estese la precedente struttura militare e vi costituì un vero e proprio castello. Per un breve periodo il territorio fu sotto l'amministrazione di Guglielmo di Croÿ, per poi andare ai Boncompagni nel 1579. Dopo la reintegrazione nei beni statali del ducato di Sora i Borboni trasformarono il castello di Isoletta in una fortezza di confine. Divenuta proprietà privata con l'Unità d'Italia, fu distrutto durante il fascismo per far posto ad una abitazione privata.